# AssaultCube
AssaultCube és un videojoc d'acció en primera persona basat en el motor del Cube. Tot i això està enfocat al joc en línia, hi ha un mode d'un jugador però consisteix a jugar contra bots. L'AssaultCube també inclou el dissenyador de mapes del Cube.
És un videojoc multiplataforma: es pot trobar per a Windows, Linux i Mac OS X. Mentre el motor del Cube és programari lliure, algunes parts de l'AssaultCube com els gràfics són programari privatiu.